# محمود الماس
محمود الماس (انگلیسی: Mahmoud Almas؛ زادهٔ ۸ سپتامبر ۱۹۸۳) بازیکن فوتبال اهل امارات متحده عربی است.